# Kempnyia klugii
Kempnyia klugii är en bäcksländeart som först beskrevs av Pictet, F.J. 1841.  Kempnyia klugii ingår i släktet Kempnyia och familjen jättebäcksländor. Inga underarter finns listade i Catalogue of Life.